# Maître de Jouvenel

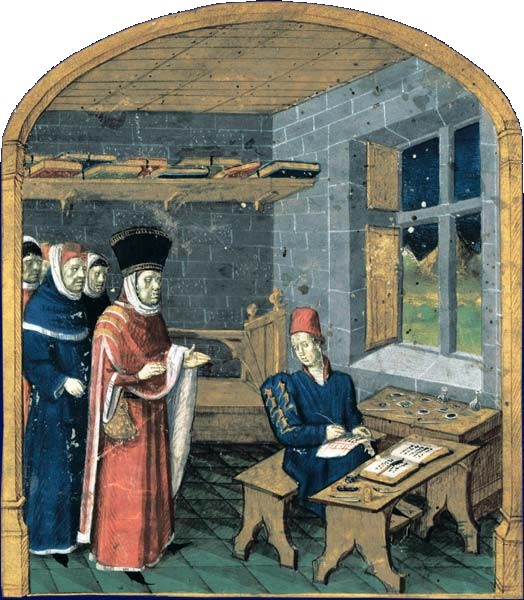
Guillaume Jouvenel des Ursins visitant un enlumineur dans son atelier. Mare Historium, BNF Lat.4915, fol.1.

Le Maître de Jouvenel est un maître anonyme enlumineur actif entre 1447 et 1460 à Paris, Angers et peut-être Nantes. Ce peintre, à qui de nombreux manuscrits sont attribués, est sans doute à la tête d'un atelier, appelé aussi Groupe Jouvenel dont sont issus le Maître du Boccace de Genève ou encore le Maître du Boèce BN fr. 809. Le peintre doit son nom de convention d'un manuscrit d'un livre du Mare Historium commandé par Guillaume Jouvenel des Ursins pour lequel son atelier a participé à la réalisation de 730 miniatures.

## Historiographie
Le corpus des œuvres du maître anonyme est dans un premier temps constitué pour un peintre très bien identifié : Henri Bouchot en 1890 puis Paul Durrieu en 1904 et 1906  y voient en effet la main de Jean Fouquet jeune, encore vierge de l'influence italienne. Otto Pächt confirme encore cette hypothèse. Cependant, en 1955, Jean Porcher montre que Fouquet était déjà revenu en France au moment de la réalisation du Mare Historiarum, en 1448. Il conçoit alors le nom de convention de Maître de Jouvenel. Claude Schaeffer observe en 1974 que le style des miniatures est très hétérogène et Eberhard König distingue plusieurs mains différentes dans le "groupe Jouvenel" dont les trois artistes principaux sont : le maître de Jouvenel lui-même comme chef d'atelier, le Maître du Boccace de Genève et le Maître du Boèce BN fr. 809.

## Éléments biographiques et stylistiques
Le style du Maître de Jouvenel est à la fois marqué par l'art des manuscrits parisiens du début du XVe siècle, et notamment du Maître de Bedford, mais aussi influencé par les primitifs flamands. Eberhard König a dans un premier temps envisagé que son atelier était installé à Nantes, car l'un de ses livres d'heures est à l'usage de cette ville et qu'il reçoit des commandes de plusieurs aristocrates de l'Ouest de la France. Cependant, les historiens voient mal Guillaume Jouvenel des Ursins, chancelier des rois de France faire appel à un atelier installé en Bretagne. La plupart des historiens s'accordent pour penser qu'il était en réalité installé d'abord à Paris, puis à Angers.
Plusieurs tentatives ont été faites pour identifier le maître anonyme : Claude Schaefer a proposé d'y voir Coppin Delf, alors actif à Angers et Charles Sterling y a vu André d'Ypres, peintre originaire d'Amiens et actif à Paris, mais sans rencontrer l'adhésion des autres historiens de l'art.

## Manuscrits attribués
- Heures de Louis d'Anjou, bâtard du Maine,, vers 1445-1450, Fitzwilliam Museum, Ms39-1950
- Mare historiarum, ajout de miniatures vers 1448-1450 pour Guillaume Jouvenel des Ursins, Bibliothèque nationale de France, Lat.4915
- Heures de Jeanne de France, vers 1452, 28 grandes miniatures et 37 petites dont 35 par le maître et 2 par Jean Fouquet (f. 263v et 270v), collection particulière, acquis par la BNF en 2012[4].
- Heures à l'usage d'Angers, 1450-1455, 14 des 18 miniatures par le maître, en collaboration avec Jean Fouquet et le Maître du Smith-Lesouëf 30, BNF, NAL3211
- Bible moralisée de Philippe le Hardi, après 1454, ajouts de miniatures aux f.33v. et 40, après les premières miniatures des frères de Limbourg vers 1402-1404. BNF, Fr.166
- Livre d'heures à l'usage de Paris, vers 1450-1455, BNF Latin 1417 (atelier)
- Livre d'heures à l'usage de Nantes, en collaboration avec le Maître du Boccace de Genève, vers 1460, British Library, Add.28785[5] (attribution contestée)
- Heures à l'usage de Paris, vers 1460, Pierpont Morgan Library, M.199[6]
- Livre d'heures à l'usage de Rome, 34 miniatures en collaboration avec le Maître du Boccace de Genève et le Maître du Boèce BN fr. 809, BNF, Rothschild 2530 (16c)[7]
- Roman de Fauvel de Gervais du Bus, pour Mathieu Beauvarlet, Bibliothèque nationale russe, O.v.XIV,1
- Compilation d'histoires anciennes, pour un membre de la famille de Coëtivy, BNF, Fr.15455[8]
- Livre d'heures à l'usage de Nantes, passé en vente chez Heribert Tenschert en 2009 (n°8)
- Livre d'heures à l'usage de Rennes, inachevé, Bibliothèques de Rennes, Les Champs Libres, Ms.2054[9]